# Johann Heinrich Schönfeld

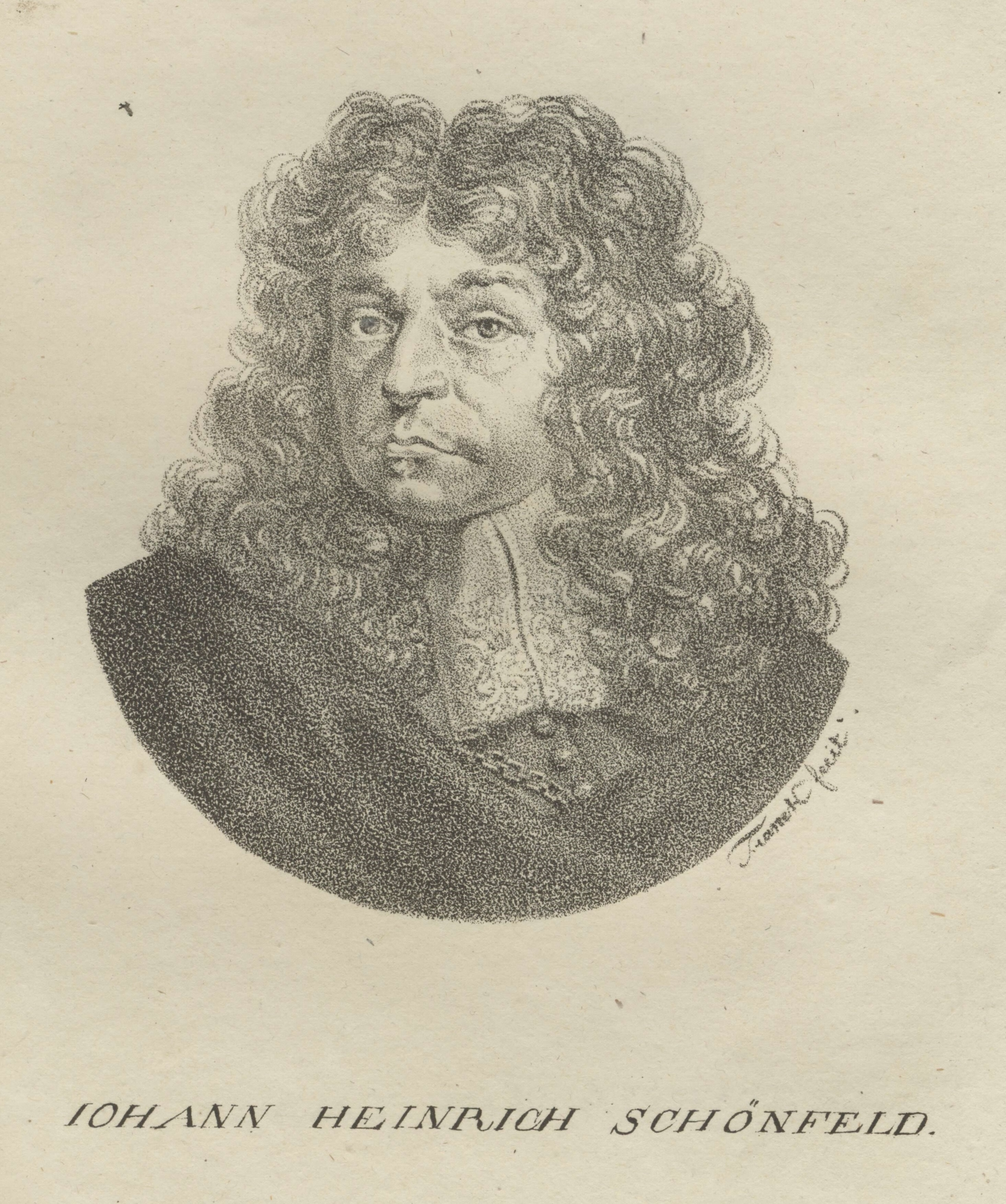
Porträt (Lithografie aus der Künstler-Galerie von Maximilian Franck 1818)

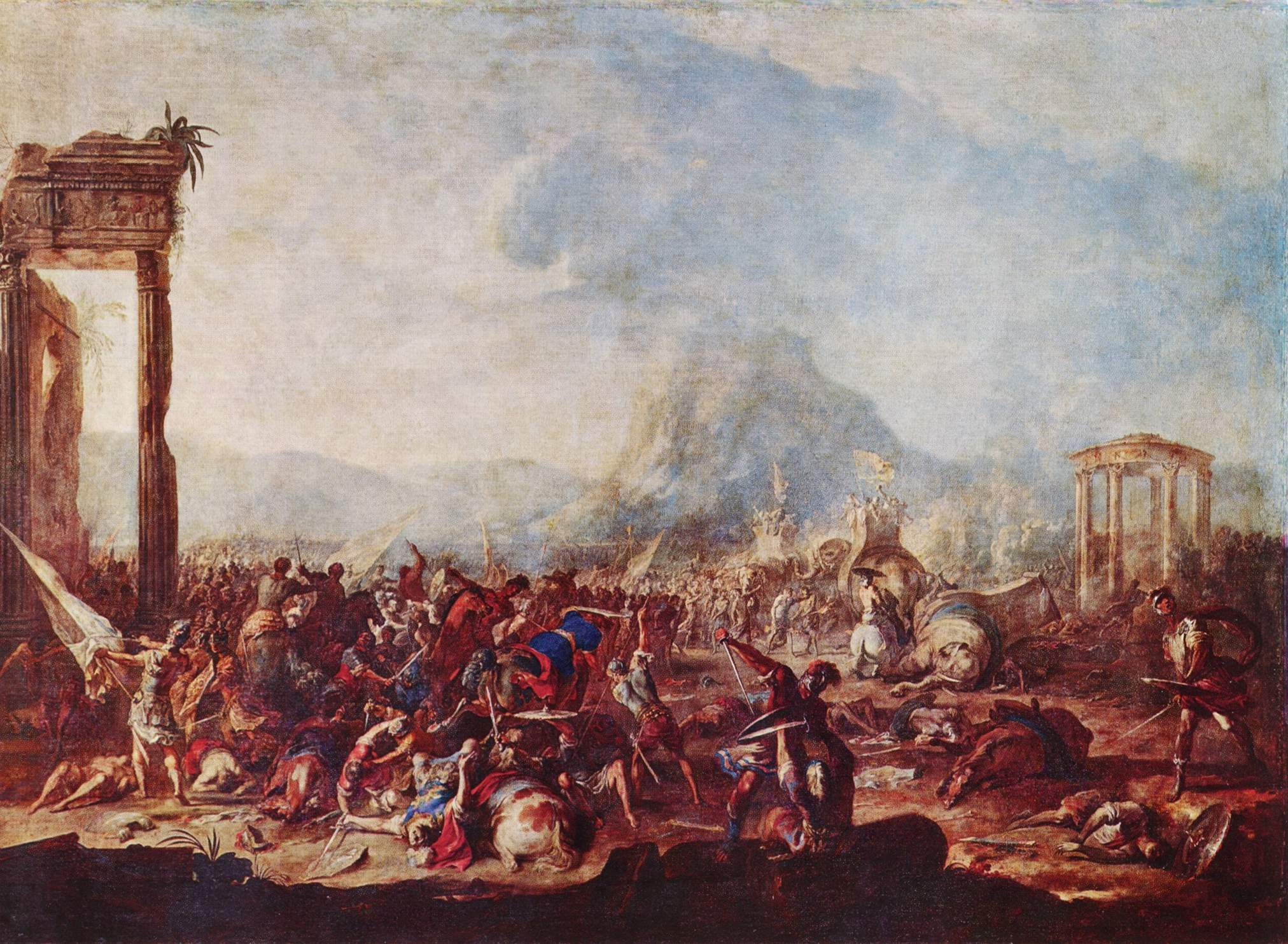
Johann Heinrich Schönfeld, Schlachtenbild

Johann Heinrich Wilhelm Schönfeld (* 23. März 1609 in Biberach an der Riß; † 1684 in Augsburg) war ein deutscher Barockmaler.

## Leben
Johann Heinrich Schönfeld wurde 1609 als Sohn des Biberacher Goldschmieds Johann Baptist Schönfeld geboren. Er war von Geburt an auf dem linken Auge blind und konnte seine rechte Hand nicht gebrauchen, was vermutlich dazu führte, dass er nicht wie zahlreiche Mitglieder seiner Familie zum Goldschmied ausgebildet wurde. Stattdessen erhielt er eine Ausbildung zum Maler bei Caspar Sichelbein in Memmingen. Später unternahm er Wanderungen nach Stuttgart und Basel. 1633 floh er vor dem Dreißigjährigen Krieg nach Italien. 1633 bis 1637/38 lebte er zu Studienzwecken in Rom, danach bis etwa 1649 in Neapel. Anschließend hielt er sich in Dresden auf. 1651 kehrte er nach Biberach zurück. In Pfuhl bei Ulm heiratete er 1652 die Ulmerin Anna Elisabetha Strauß, mit der er acht Kinder hatte. Ab 1652 wohnte und arbeitete er in Augsburg, das Bürger- und Meisterrecht wurde ihm im gleichen Jahr zuerkannt.
In den Folgejahren entstanden zahlreiche Gemälde in vielen süddeutschen Kirchen. So schuf er um 1670 für den Würzburger Dom einen kreuztragenden Heiland und einen heiligen Leonhard als Pestpatron (beide Altartafeln verbrannten beim Bombenangriff auf Würzburg am 16. März 1945). Schönfeld gilt als bedeutendster deutscher Barockmaler in der zweiten Hälfte des 17. Jahrhunderts. Außer Gemälden mit religiösem Inhalt malte er Mythologie- und Genreszenen. Er hinterließ auch Radierungen und Zeichnungen.
Ein Schüler Schönfelds, Johann Schmidtner, malte das bekannte Augsburger Wallfahrtsbild Maria Knotenlöserin.

## Gemälde (Auswahl)

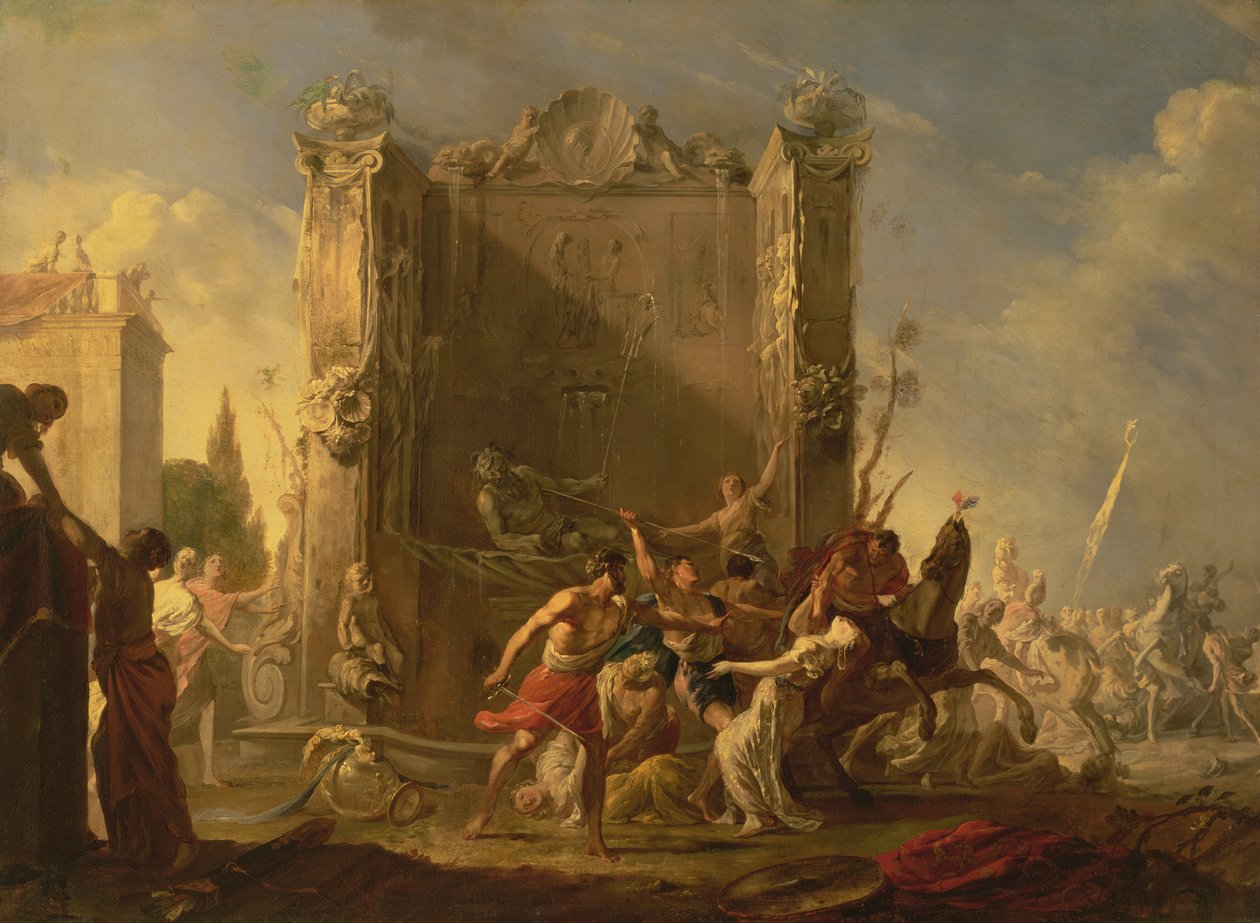
Der Raub der Sabinerinnen, um 1640

- Kreuztragung Christi, 1633/39, Öl auf Kupferblech, Museum Ulm
- Römisches Capriccio, um 1635, Akademie der Schönen Künste, Wien
- Der Raub der Sabinerinnen, um 1640, St. Petersburg, Eremitage
- Kreuzigung Christi, 1647/48, Germanisches Nationalmuseums Nürnberg (Inv.-Nr. Gm 1562)
- Schlachtenbild, um 1650, München, Alte Pinakothek
- Salomon wird durch den Priester Zadok zum König gesalbt, 1657, Öl auf Leinwand
- Kreuztragung Christi und Abnahme Christi vom Kreuz, 1660, evangelische Heilig-Kreuz-Kirche in Augsburg
- Opferszene, 1661, München, Bayerische Staatsgemäldesammlungen
- Schatzgräber in römischen Ruinen, 1662, Öl auf Leinwand
- Auferstehung des Lazarus, um 1655/65 Öl auf Leinwand, Privatbesitz Österreich
- Hl. Sebastian und Hl. Rochus, 1655/69(?), Altarbild der ersten südlichen Seitenkapelle im Salzburger Dom
- Hl. Carlo Borromäus mit Pestkranken, 1655, Altarbild der zweiten südlichen Seitenkapelle im Salzburger Dom
- Nikolaus, Martin, Augustin (links), Kirchenväter Hl. Gregor, Hl. Hieronymus(rechts),  Gott-Vater in Wolken mit Putten (oben), 1669, Altarbild der dritten südlichen Seitenkapelle im Salzburger Dom
- Josef bewirtet seine Brüder in Ägypten, gegen 1670
- Kreuztragender Heiland, gegen 1670, Altarbild im Würzburger Dom
- Heiliger Leonhard als Pestpatron, gegen 1670, Altarbild im Würzburger Dom
- Die Hochzeit zu Kana, 1670, St. Petersburg, Eremitage
- Musikalische Unterhaltung am Clavichord, um 1670, Öl auf Leinwand, H124 × B92,5 cm, Gemäldegalerie Alte Meister, Dresden
- Ein Hirtenfest, Öl auf Leinwand, H95 × B183 cm, Gemäldegalerie Alte Meister, Dresden
- Alexander der Große in Achilles' Grab, 1672

- Akademieklasse, Öl auf Leinwand, Alte Galerie, Schloss Eggenberg, Joanneum Graz, Inv.-Nr.: 110
- Alexander vor dem toten Perserkönig Darius
- Chronos und Eros (Allegorie der Zeit)
- Crocifissione di Sant Andrea, London, Privatbesitz
- Ecce homo, München, Bayerische Staatsgemäldesammlungen (Inv.-Nr. 13399)
- Gideon prüft sein Heer am Jordan, Privatbesitz Odescalchi, Rom
- Historische Szene mit einem unbekleideten König, Privatbesitz Odescalchi, Rom
- Die Heilige Familie, Bayerische Staatsgemäldesammlungen
- Josua hält den Lauf der Sonne an, Öl auf Leinwand, Zeppelin Museum Friedrichshafen
- Kreuztragung Christi, Germanischen Nationalmuseums Nürnberg
- Martyrium des Hl Sebastian
- Ruhe auf der Flucht nach Ägypten, Öl auf Leinwand
- Die heilige Dreifaltigkeit mit verehrenden Engeln, 1656, Öl auf Leinwand, H270 × B140 cm, Kirche Mariä Verkündigung in Hohenwart